# Искра (Костанайская область)
Искра (каз. Искра) — упразднённое село в Денисовском районе Костанайской области Казахстана. Ликвидировано в 2011 году. Входило в состав Тельманского сельского округа.

## Население
В 1999 году население села составляло 172 человека (88 мужчин и 84 женщины).

## Известные уроженцы
- Усатов Михаил Андреевич (1919—1995) — вице-адмирал.